# آقای اسکناس
آقای اسکناس فیلمی به کارگردانی و نویسندگی امین امینی محصول سال ۱۳۳۷ است.
این فیلم در زمرهٔ آثار نایاب و یا کم‌یاب سینمای ایران قرار دارد و اطلاعات موجود دربارهٔ آن محدود است.

## خلاصه داستان
مردی متمول که بسیار پول‌پرست است کاباره‌ای دارد و همیشه مستخدم وفادارش را تحقیر می‌کند تا اینکه می‌فهمد مستخدمش صاحب ارث کلانی شده‌است…

## بازیگران
- اصغر تفکری
- رضا کریمی
- هوشنگ سارنگ
- کنعان کیانی
- محمد خامه سیفی
- تاج‌الملوک احمدی
- مورین
- عبداله محمدی
- نصرت اله کنی
- فریده نصیری